# 모토노촌 (지바현)
모토노촌(本埜村)은 지바현 인바 지역 인바군에 있던 촌이다. 현재의 인자이시에 해당한다.

## 역사
- 1913년 4월 1일 : 혼고 촌, 야와라 촌이 합병해 성립하였다. 지바 현에 있는 촌 중 가장 역사가 오래되었다.
- 1997년 3월 : 지바 뉴타운의 일부로서 개발되어 주택 지역화가 진행된다.
- 2010년 3월 23일: 인자이시에 편입 합병해 소멸하였다.

## 교통

### 도로
- 국도 제356호선
- 국도 제464호선